# Иланг-иланг
Иланг-иланг (Cananga odorata, Ylang-Ylang) представлява цъфтящо растение, дърво или храст, от което се добива едно от най-популярните употребявани етерични масла в козметиката, носещо същото име – „иланг-иланг“. Принадлежи към семейство Анонови (Anonaceae).
Има сладък, нежен, богат, екзотичен, пикантен, с нюанси на гардения и жасмин аромат.

## Разпространение
Родината на иланг-иланг са Филипините, Азия и Индонезия. Отглежда се в Полинезия, Меланезия, Микронезия и Коморските острови. В оранжерийни условия се отглежда и в умерения климатичен пояс.

## Етимология
Думата „иланг“ в превод означава пустош.

## Описание
Дървото достига 12 – 15 до 20 метра височина, с диаметър на ствола до 45 см. Прилича на върба, с увиснали клони, с неправилна форма на короната. Може да се развие и като храст. Кората на иланг-иланг е гладка, със светлосив до сребрист цвят.
Растението има вечнозелени листа, гладки и лъскави, овални или овално-продълговати, със заострен връх и с вълнообразни листни ръбове. Имат дължина от 13 до 20 см, ширина от 4 до 10 см и са срещуположно разположени на клончетата. Листните дръжки са от 1 до 2 см дълги. Горната повърхност на листната петура е тясно оребрена и гладка, а листните вени от двете ѝ страни са изразени и покрити с власинки.
Цветовете са жълти, събрани от 2 до 6 на брой в гроздовидни аксиларни съцветия. Състоят се от шест дълги около 5 – 7,5 см венчелистчета. Отначало са оцветени в зелено, като с растежът им цветът преминава в жълт. Цветните дръжки са от 2 до 5 см дълги. Имат много тичинки. Понякога могат да бъдат с розов, лилав или зеленикав оттенък, като ароматът им се усеща от разстояние. Цъфтежът започва на три-четири годишна възраст. Цъфти почти целогодишно.
Размножава се от семена. Плодовете са тъмно зелени овални плодове, докато не узреят до черен цвят. Имат овална форма и съдържат от 2 до 12 семена, подредени в 2 реда. Те са с елипсовидна форма и бледо кафяво оцветяване.

## Приложения

### Парфюми
Етеричното масло от иланг-иланг е в състава на един от най-известните парфюми в света – Шанел номер 5. То представлява до 29% от годишния износ на Коморските острови. Произвежда се и в Мадагаскар. Екстрахирането на етерично масло се извършва на парна или водна дестилация от пресни цветчета. Полученият продукт се разделя на три класа.
Полинезийците ползват маслото, добито от иланг-иланг, в състава на кремове, предпазващи от инфекциозни заболявания, балсами против косопад и парфюми.

### Медицина
Традиционно, иланг-иланг се използва за лечение на малария, стомашни заболявания, астма, подагра и ревматизъм.

### Храна
Маслото се използва понякога харнителната промишленост. В Мадагаскар се използва се за ароматизиране на сладолед .
Най-подходящите цветове за извличане на етерично масло са тези брани от 3 метрови растения.

### Строителство
Дървесината е подходяща за строителство на канута, а в Индонезия я ползват за направа на въжета.

### Декоративна употреба
Широко се използват в дворове и градини като декоративно растение и като саксийно растение.

## Символика
Участва във венци, с които се кичат главите на младоженците в Полинезия. Там е известно като „цвете на любовта“, а ароматът му е считан за аромат на „любовта и чувствеността“.

## Химичен състав
Маслото от иланг-иланг съдържа: гераниол, терпинеол, нерол, лимонен, илангол, линалацетат, линалоол, евгенол, кариофилен, гермакрен, геранил ацетат, р-крезил метилов етер, метил бензоат, бензил ацетат, бензил бензоат, сескитерпени, монотерпени, фенилпропаноиди.
Основните ароматни компоненти на иланг-иланг маслото са бензил ацетат, линалол, р-крезил метилов етер и метил бензоат.